# Лазерный трекер
Лазерный трекер (to track (англ.) — следить) — измерительный прибор, в основе которого лежит принцип слежения за отражателем с помощью луча лазера.

## Описание
При попадании испускаемого прибором лазерного луча в центр уголкового отражателя, он возвращается через объектив прибора в приемный датчик дальномера. Пространственные координаты отражателя можно определять в статическом и динамическом режимах. Вычисление координат производится с учётом двух углов и расстояния.
В качестве дальномера может использоваться интерферометр (IFM) или абсолютный дальномер (ADM). Различаются они тем, что ADM ведет измерения абсолютных расстояний, а IFM относительно некоторого базового значения.
Дополнительно лазерный трекер можно оборудовать электронным щупом и видеокамерой.

## Применение
С помощью этого прибора можно выполнить следующие задачи:
- проверка прочности крепления агрегатов;
- измерение крупногабаритных креплений узлов оборудования;
- калибровка станков и координатно-измерительных машин;
- контроль деталей;
- оцифровка поверхностей и прочее.